# Donnellsmithia
Donnellsmithia är ett släkte i familjen flockblommiga växter.

## Arter
Enligt Plants of the World Online har släktet 19 arter, som samtliga återfinns i Centralamerika och norra Sydamerika:
- Donnellsmithia ampulliformis Mathias & Constance
- Donnellsmithia biennis (J.M.Coult. & Rose) Mathias & Constance
- Donnellsmithia breedlovei Mathias & Constance
- Donnellsmithia coahuilensis Mathias & Constance
- Donnellsmithia cordata (J.M.Coult. & Rose) Mathias & Constance
- Donnellsmithia dissecta (J.M.Coult. & Rose) Mathias & Constance
- Donnellsmithia guatemalensis J.M.Coult. & Rose
- Donnellsmithia hintonii Mathias & Constance
- Donnellsmithia juncea (Humb. & Bonpl. ex Spreng.) Mathias & Constance
- Donnellsmithia madrensis (J.M.Coult. & Rose) Mathias & Constance
- Donnellsmithia mexicana (B.L.Rob.) Mathias & Constance
- Donnellsmithia ovata (J.M.Coult. & Rose) Mathias & Constance
- Donnellsmithia pinnatisecta (L.Riley) Mathias & Constance
- Donnellsmithia reticulata (J.M.Coult. & Rose) Mathias & Constance
- Donnellsmithia serrata (J.M.Coult. & Rose) Mathias & Constance
- Donnellsmithia silvicola Constance & Bye
- Donnellsmithia submontana (J.M.Coult. & Rose) Mathias & Constance
- Donnellsmithia ternata (S.Watson) Mathias & Constance
- Donnellsmithia tuberosa (J.M.Coult. & Rose) Mathias & Constance